# Александровка (Ново-Бухтарминская поселковая администрация)
Александровка (каз. Александровка) — село в Алтайском районе Восточно-Казахстанской области Казахстана. Входит в состав Ново-Бухтарминской поселковой администрации. Код КАТО — 634835200.

## Географическое положение
Находится в 80 км. к востоку от Усть-Каменогорска и в 104 км к западу от Алтай (город, Казахстан).

## История
Александровка была заложена в 1763 году как казачий редут Иртышской линии близ Бухтарминской крепости. 
На личном подворье крестьяне выращивают свиней, КРС, птицу, овец и коз.

## Население
В 1999 году население села составляло 162 человека (78 мужчин и 84 женщины). По данным переписи 2009 года, в селе проживали 84 человека (42 мужчины и 42 женщины).